# Świat koni
Świat koni – polski miesięcznik jeździecki. Porusza różnoraką tematykę w obrębie całego zagadnienia: posiada artykuły dotyczące sprzętu jeździeckiego, sportu, diety dla koni, zagadnień z dziedziny psychologii i inne. 
Pierwszy numer powstał w maju 2004 roku i był rozdawany bezpłatnie. Dziś jest wiodącym miesięcznikiem o tej tematyce w kraju. Od początku rozwoju miesięcznika dynamicznie rozwijała się również jego strona internetowa. Redaktorem naczelnym jest Robert Pytliński.
Przełom w historii miesięcznika nastąpił w 2006 roku, gdy podczas zawodów CSI3* rozgrywanych w hali warszawskiego Torwaru, redakcja uruchomiła po-klatkowe przesyłanie zdjęć. W latach 2007–2008 redakcja tworzyła oficjalną relacje z zawodów Pferd International CSI/CDI rozgrywanych w München-Riem. 
Z magazynem regularnie współpracuje polska fotografka, Katarzyna Okrzesik-Mikołajek.